# Storytelling (álbum)
Storytelling es un álbum del violinista de jazz fusion Jean-Luc Ponty. Grabado en 1989, y lanzado el mismo año bajo el sello Columbia Records.

## Lista de canciones
Todas las canciones compuestas por Jean-Luc Ponty a excepción del preludio de Chopin, compuesto por Frédéric Chopin.
1. "In the Fast Lane" – 4:10
2. "Tender Memories" – 5:20
3. "Spring Spisode" – 5:52
4. "Pastoral Harmony" – 4:22
5. "The Storyteller" – 4:26
6. "The Amazon Forest" – 4:27
7. "After the Storm" – 4:20
8. "A Journey's End" – 4:24
9. "Chopin Prelude No 20" [Incluye improvisación de violín] – 2:59

## Personal
- Jean-Luc Ponty – violín, teclado, sintetizador
- Jamie Glaser – guitarra
- Wally Minko – teclados
- Baron Browne – bajo
- Rayford Griffin – batería y percusión electrónica
- Kurt Wortman – percusión
- Grover Washington – saxofón soprano
- Patrice Rushen – piano, sintetizador
- Clara Ponty – piano

- Datos: Q7620491